# Catharina van Griekenland en Denemarken
Catharina van Griekenland (Grieks: Πριγκίπισσα Αικατερίνη της Ελλάδας) (Athene, 4 mei 1913 - Marlow, 2 oktober 2007), tot 1947 prinses van Griekenland en Denemarken, was het jongste kind van Constantijn I van Griekenland en Sophie van Pruisen.
Op 21 april 1947 trouwde ze in Londen met majoor Richard Brandram (5 augustus 1911 - 5 april 1994). Vanaf dat moment deed ze afstand van haar koninklijke titels. Op 9 september 1947 kreeg ze bij koninklijk Brits besluit de rang van dochter van een hertog en de naam The Lady Catherine Brandram. Het paar kreeg een zoon, Richard Paul George Andrew Brandram (1948).
Ze was de laatste nog levende achterkleindochter van koningin Victoria van het Verenigd Koninkrijk. 

## Kwartierstaat (voorouders)
| Christiaan IX van Denemarken (1818-1906) | Christiaan IX van Denemarken (1818-1906) | Christiaan IX van Denemarken (1818-1906) | Christiaan IX van Denemarken (1818-1906) | Christiaan IX van Denemarken (1818-1906) | Christiaan IX van Denemarken (1818-1906) | Louise van Hessen-Kassel (1817-1898)  | Louise van Hessen-Kassel (1817-1898)  | Louise van Hessen-Kassel (1817-1898)  | Louise van Hessen-Kassel (1817-1898)  | Louise van Hessen-Kassel (1817-1898)      | Louise van Hessen-Kassel (1817-1898)      |                                           |                                           | Constantijn Nikolajevitsj van Rusland (1827-1892) | Constantijn Nikolajevitsj van Rusland (1827-1892) | Constantijn Nikolajevitsj van Rusland (1827-1892) | Constantijn Nikolajevitsj van Rusland (1827-1892) | Constantijn Nikolajevitsj van Rusland (1827-1892) | Constantijn Nikolajevitsj van Rusland (1827-1892) | Alexandra van Saksen-Altenburg (1830-1911)  | Alexandra van Saksen-Altenburg (1830-1911)  | Alexandra van Saksen-Altenburg (1830-1911) | Alexandra van Saksen-Altenburg (1830-1911) | Alexandra van Saksen-Altenburg (1830-1911) | Alexandra van Saksen-Altenburg (1830-1911) |  |  | Wilhelm I van Duitsland (1797-1888) | Wilhelm I van Duitsland (1797-1888) | Wilhelm I van Duitsland (1797-1888) | Wilhelm I van Duitsland (1797-1888) | Wilhelm I van Duitsland (1797-1888)    | Wilhelm I van Duitsland (1797-1888)    | Augusta van Saksen-Weimar-Eisenach (1811-1890) | Augusta van Saksen-Weimar-Eisenach (1811-1890) | Augusta van Saksen-Weimar-Eisenach (1811-1890) | Augusta van Saksen-Weimar-Eisenach (1811-1890) | Augusta van Saksen-Weimar-Eisenach (1811-1890) | Augusta van Saksen-Weimar-Eisenach (1811-1890) |                                   |                                   | Albert van Saksen-Coburg en Gotha (1819-1861) | Albert van Saksen-Coburg en Gotha (1819-1861) | Albert van Saksen-Coburg en Gotha (1819-1861)   | Albert van Saksen-Coburg en Gotha (1819-1861)   | Albert van Saksen-Coburg en Gotha (1819-1861)   | Albert van Saksen-Coburg en Gotha (1819-1861)   | Victoria van het Verenigd Koninkrijk (1819-1901) | Victoria van het Verenigd Koninkrijk (1819-1901) | Victoria van het Verenigd Koninkrijk (1819-1901) | Victoria van het Verenigd Koninkrijk (1819-1901) | Victoria van het Verenigd Koninkrijk (1819-1901) | Victoria van het Verenigd Koninkrijk (1819-1901) |  |  |  |  |  |  |  |  |  |  |  |  |  |  |  |  |  |  |  |  |  |  |  |  |  |  |  |  |  |  |  |  |  |  |  |  |  |  |  |  |  |  |  |  |  |  |  |  |
| Christiaan IX van Denemarken (1818-1906) | Christiaan IX van Denemarken (1818-1906) | Christiaan IX van Denemarken (1818-1906) | Christiaan IX van Denemarken (1818-1906) | Christiaan IX van Denemarken (1818-1906) | Christiaan IX van Denemarken (1818-1906) | Louise van Hessen-Kassel (1817-1898)  | Louise van Hessen-Kassel (1817-1898)  | Louise van Hessen-Kassel (1817-1898)  | Louise van Hessen-Kassel (1817-1898)  | Louise van Hessen-Kassel (1817-1898)      | Louise van Hessen-Kassel (1817-1898)      |                                           |                                           | Constantijn Nikolajevitsj van Rusland (1827-1892) | Constantijn Nikolajevitsj van Rusland (1827-1892) | Constantijn Nikolajevitsj van Rusland (1827-1892) | Constantijn Nikolajevitsj van Rusland (1827-1892) | Constantijn Nikolajevitsj van Rusland (1827-1892) | Constantijn Nikolajevitsj van Rusland (1827-1892) | Alexandra van Saksen-Altenburg (1830-1911)  | Alexandra van Saksen-Altenburg (1830-1911)  | Alexandra van Saksen-Altenburg (1830-1911) | Alexandra van Saksen-Altenburg (1830-1911) | Alexandra van Saksen-Altenburg (1830-1911) | Alexandra van Saksen-Altenburg (1830-1911) |  |  | Wilhelm I van Duitsland (1797-1888) | Wilhelm I van Duitsland (1797-1888) | Wilhelm I van Duitsland (1797-1888) | Wilhelm I van Duitsland (1797-1888) | Wilhelm I van Duitsland (1797-1888)    | Wilhelm I van Duitsland (1797-1888)    | Augusta van Saksen-Weimar-Eisenach (1811-1890) | Augusta van Saksen-Weimar-Eisenach (1811-1890) | Augusta van Saksen-Weimar-Eisenach (1811-1890) | Augusta van Saksen-Weimar-Eisenach (1811-1890) | Augusta van Saksen-Weimar-Eisenach (1811-1890) | Augusta van Saksen-Weimar-Eisenach (1811-1890) |                                   |                                   | Albert van Saksen-Coburg en Gotha (1819-1861) | Albert van Saksen-Coburg en Gotha (1819-1861) | Albert van Saksen-Coburg en Gotha (1819-1861)   | Albert van Saksen-Coburg en Gotha (1819-1861)   | Albert van Saksen-Coburg en Gotha (1819-1861)   | Albert van Saksen-Coburg en Gotha (1819-1861)   | Victoria van het Verenigd Koninkrijk (1819-1901) | Victoria van het Verenigd Koninkrijk (1819-1901) | Victoria van het Verenigd Koninkrijk (1819-1901) | Victoria van het Verenigd Koninkrijk (1819-1901) | Victoria van het Verenigd Koninkrijk (1819-1901) | Victoria van het Verenigd Koninkrijk (1819-1901) |  |  |  |  |  |  |  |  |  |  |  |  |  |  |  |  |  |  |  |  |  |  |  |  |  |  |  |  |  |  |  |  |  |  |  |  |  |  |  |  |  |  |  |  |  |  |  |  |
|                                          |                                          |                                          |                                          |                                          |                                          |                                       |                                       |                                       |                                       |                                           |                                           |                                           |                                           |                                                   |                                                   |                                                   |                                                   |                                                   |                                                   |                                             |                                             |                                            |                                            |                                            |                                            |  |  |                                     |                                     |                                     |                                     |                                        |                                        |                                                |                                                |                                                |                                                |                                                |                                                |                                   |                                   |                                               |                                               |                                                 |                                                 |                                                 |                                                 |                                                  |                                                  |                                                  |                                                  |                                                  |                                                  |  |  |  |  |  |  |  |  |  |  |  |  |  |  |  |  |  |  |  |  |  |  |  |  |  |  |  |  |  |  |  |  |  |  |  |  |  |  |  |  |  |  |  |  |  |  |  |  |
|                                          |                                          |                                          |                                          | George I van Griekenland (1845-1913)     | George I van Griekenland (1845-1913)     | George I van Griekenland (1845-1913)  | George I van Griekenland (1845-1913)  | George I van Griekenland (1845-1913)  | George I van Griekenland (1845-1913)  |                                           |                                           |                                           |                                           |                                                   |                                                   | Olga Konstantinovna van Rusland (1851-1926)       | Olga Konstantinovna van Rusland (1851-1926)       | Olga Konstantinovna van Rusland (1851-1926)       | Olga Konstantinovna van Rusland (1851-1926)       | Olga Konstantinovna van Rusland (1851-1926) | Olga Konstantinovna van Rusland (1851-1926) |                                            |                                            |                                            |                                            |  |  |                                     |                                     |                                     |                                     | Frederik III van Duitsland (1831-1888) | Frederik III van Duitsland (1831-1888) | Frederik III van Duitsland (1831-1888)         | Frederik III van Duitsland (1831-1888)         | Frederik III van Duitsland (1831-1888)         | Frederik III van Duitsland (1831-1888)         |                                                |                                                |                                   |                                   |                                               |                                               | Victoria van Saksen-Coburg en Gotha (1840-1901) | Victoria van Saksen-Coburg en Gotha (1840-1901) | Victoria van Saksen-Coburg en Gotha (1840-1901) | Victoria van Saksen-Coburg en Gotha (1840-1901) | Victoria van Saksen-Coburg en Gotha (1840-1901)  | Victoria van Saksen-Coburg en Gotha (1840-1901)  |                                                  |                                                  |                                                  |                                                  |  |  |  |  |  |  |  |  |  |  |  |  |  |  |  |  |  |  |  |  |  |  |  |  |  |  |  |  |  |  |  |  |  |  |  |  |  |  |  |  |  |  |  |  |  |  |  |  |
|                                          |                                          |                                          |                                          | George I van Griekenland (1845-1913)     | George I van Griekenland (1845-1913)     | George I van Griekenland (1845-1913)  | George I van Griekenland (1845-1913)  | George I van Griekenland (1845-1913)  | George I van Griekenland (1845-1913)  |                                           |                                           |                                           |                                           |                                                   |                                                   | Olga Konstantinovna van Rusland (1851-1926)       | Olga Konstantinovna van Rusland (1851-1926)       | Olga Konstantinovna van Rusland (1851-1926)       | Olga Konstantinovna van Rusland (1851-1926)       | Olga Konstantinovna van Rusland (1851-1926) | Olga Konstantinovna van Rusland (1851-1926) |                                            |                                            |                                            |                                            |  |  |                                     |                                     |                                     |                                     | Frederik III van Duitsland (1831-1888) | Frederik III van Duitsland (1831-1888) | Frederik III van Duitsland (1831-1888)         | Frederik III van Duitsland (1831-1888)         | Frederik III van Duitsland (1831-1888)         | Frederik III van Duitsland (1831-1888)         |                                                |                                                |                                   |                                   |                                               |                                               | Victoria van Saksen-Coburg en Gotha (1840-1901) | Victoria van Saksen-Coburg en Gotha (1840-1901) | Victoria van Saksen-Coburg en Gotha (1840-1901) | Victoria van Saksen-Coburg en Gotha (1840-1901) | Victoria van Saksen-Coburg en Gotha (1840-1901)  | Victoria van Saksen-Coburg en Gotha (1840-1901)  |                                                  |                                                  |                                                  |                                                  |  |  |  |  |  |  |  |  |  |  |  |  |  |  |  |  |  |  |  |  |  |  |  |  |  |  |  |  |  |  |  |  |  |  |  |  |  |  |  |  |  |  |  |  |  |  |  |  |
|                                          |                                          |                                          |                                          |                                          |                                          |                                       |                                       |                                       |                                       | Constantijn I van Griekenland (1868-1923) | Constantijn I van Griekenland (1868-1923) | Constantijn I van Griekenland (1868-1923) | Constantijn I van Griekenland (1868-1923) | Constantijn I van Griekenland (1868-1923)         | Constantijn I van Griekenland (1868-1923)         |                                                   |                                                   |                                                   |                                                   |                                             |                                             |                                            |                                            |                                            |                                            |  |  |                                     |                                     |                                     |                                     |                                        |                                        |                                                |                                                |                                                |                                                | Sophie van Pruisen (1870-1932)                 | Sophie van Pruisen (1870-1932)                 | Sophie van Pruisen (1870-1932)    | Sophie van Pruisen (1870-1932)    | Sophie van Pruisen (1870-1932)                | Sophie van Pruisen (1870-1932)                |                                                 |                                                 |                                                 |                                                 |                                                  |                                                  |                                                  |                                                  |                                                  |                                                  |  |  |  |  |  |  |  |  |  |  |  |  |  |  |  |  |  |  |  |  |  |  |  |  |  |  |  |  |  |  |  |  |  |  |  |  |  |  |  |  |  |  |  |  |  |  |  |  |
|                                          |                                          |                                          |                                          |                                          |                                          |                                       |                                       |                                       |                                       | Constantijn I van Griekenland (1868-1923) | Constantijn I van Griekenland (1868-1923) | Constantijn I van Griekenland (1868-1923) | Constantijn I van Griekenland (1868-1923) | Constantijn I van Griekenland (1868-1923)         | Constantijn I van Griekenland (1868-1923)         |                                                   |                                                   |                                                   |                                                   |                                             |                                             |                                            |                                            |                                            |                                            |  |  |                                     |                                     |                                     |                                     |                                        |                                        |                                                |                                                |                                                |                                                | Sophie van Pruisen (1870-1932)                 | Sophie van Pruisen (1870-1932)                 | Sophie van Pruisen (1870-1932)    | Sophie van Pruisen (1870-1932)    | Sophie van Pruisen (1870-1932)                | Sophie van Pruisen (1870-1932)                |                                                 |                                                 |                                                 |                                                 |                                                  |                                                  |                                                  |                                                  |                                                  |                                                  |  |  |  |  |  |  |  |  |  |  |  |  |  |  |  |  |  |  |  |  |  |  |  |  |  |  |  |  |  |  |  |  |  |  |  |  |  |  |  |  |  |  |  |  |  |  |  |  |
|                                          |                                          |                                          |                                          |                                          |                                          |                                       |                                       |                                       |                                       |                                           |                                           |                                           |                                           |                                                   |                                                   |                                                   |                                                   |                                                   |                                                   |                                             |                                             |                                            |                                            |                                            |                                            |  |  |                                     |                                     |                                     |                                     |                                        |                                        |                                                |                                                |                                                |                                                |                                                |                                                |                                   |                                   |                                               |                                               |                                                 |                                                 |                                                 |                                                 |                                                  |                                                  |                                                  |                                                  |                                                  |                                                  |  |  |  |  |  |  |  |  |  |  |  |  |  |  |  |  |  |  |  |  |  |  |  |  |  |  |  |  |  |  |  |  |  |  |  |  |  |  |  |  |  |  |  |  |  |  |  |  |
|                                          |                                          |                                          |                                          |                                          |                                          |                                       |                                       |                                       |                                       |                                           |                                           |                                           |                                           |                                                   |                                                   |                                                   |                                                   |                                                   |                                                   |                                             |                                             |                                            |                                            |                                            |                                            |  |  |                                     |                                     |                                     |                                     |                                        |                                        |                                                |                                                |                                                |                                                |                                                |                                                |                                   |                                   |                                               |                                               |                                                 |                                                 |                                                 |                                                 |                                                  |                                                  |                                                  |                                                  |                                                  |                                                  |  |  |  |  |  |  |  |  |  |  |  |  |  |  |  |  |  |  |  |  |  |  |  |  |  |  |  |  |  |  |  |  |  |  |  |  |  |  |  |  |  |  |  |  |  |  |  |  |
|                                          |                                          |                                          |                                          | George II van Griekenland (1890-1947)    | George II van Griekenland (1890-1947)    | George II van Griekenland (1890-1947) | George II van Griekenland (1890-1947) | George II van Griekenland (1890-1947) | George II van Griekenland (1890-1947) |                                           |                                           | Alexander I van Griekenland (1893-1920)   | Alexander I van Griekenland (1893-1920)   | Alexander I van Griekenland (1893-1920)           | Alexander I van Griekenland (1893-1920)           | Alexander I van Griekenland (1893-1920)           | Alexander I van Griekenland (1893-1920)           |                                                   |                                                   | Helena van Griekenland (1896-1982)          | Helena van Griekenland (1896-1982)          | Helena van Griekenland (1896-1982)         | Helena van Griekenland (1896-1982)         | Helena van Griekenland (1896-1982)         | Helena van Griekenland (1896-1982)         |  |  | Paul I van Griekenland (1901-1964)  | Paul I van Griekenland (1901-1964)  | Paul I van Griekenland (1901-1964)  | Paul I van Griekenland (1901-1964)  | Paul I van Griekenland (1901-1964)     | Paul I van Griekenland (1901-1964)     |                                                |                                                | Irene van Griekenland (1904-1974)              | Irene van Griekenland (1904-1974)              | Irene van Griekenland (1904-1974)              | Irene van Griekenland (1904-1974)              | Irene van Griekenland (1904-1974) | Irene van Griekenland (1904-1974) |                                               |                                               | Catharina van Griekenland (1913-2007)           | Catharina van Griekenland (1913-2007)           | Catharina van Griekenland (1913-2007)           | Catharina van Griekenland (1913-2007)           | Catharina van Griekenland (1913-2007)            | Catharina van Griekenland (1913-2007)            |                                                  |                                                  |                                                  |                                                  |  |  |  |  |  |  |  |  |  |  |  |  |  |  |  |  |  |  |  |  |  |  |  |  |  |  |  |  |  |  |  |  |  |  |  |  |  |  |  |  |  |  |  |  |  |  |  |  |